# Back to Black (film)
Back to Black är en brittisk-amerikansk biografisk dramafilm från 2024. Filmen är regisserad av Sam Taylor-Johnson och filmens manus har skrivits av Matt Greenhalgh. Filmen är baserad på Amy Winehouse liv, och Marisa Abela porträtterar Winehouse i filmen.
Filmen hade biopremiär i Sverige den 12 april 2024, utgiven av Scanbox Entertainment.

## Handling
Filmen kretsar kring musikartisten Amy Winehouse, och fokuserar på hennes tidiga år i 80- och 90-talets London.

## Rollista (i urval)
- Marisa Abela – Amy Winehouse
- Jack O'Connell – Blake Fielder-Civil
- Eddie Marsan – Mitch Winehouse
- Juliet Cowan – Janis Winehouse-Collins
- Lesley Manville – Cynthia Winehouse